# Izutrast
Izutrast (Turdus celaenops) är en hotad tätting i familjen trastar som enbart förekommer på några öar i södra Japan.

## Utseende och läte
Izutrasten är en medelstor (23 cm) och tydligt tecknad trast. Hanen har svart på huvud och övre delen av bröstet, orangerött på bröst och flanker samt vitt på buken. Ovansidan är mörkbrun. Honan är varmbrun på huvudet medan strupet är vitt med svarta streck. Liknande arten brunhuvad trast (Turdus chrysolaus) har olivbrunt huvud och mörkare strupe hos hanen, medan honan har ett otydligt ögonbrynsstreck och brunstreckad blek strupe. Sången, som levereras från en låg sittplats mellan mitten av mars och början av juli, består av en serie av tre till fem elektriska drillar.

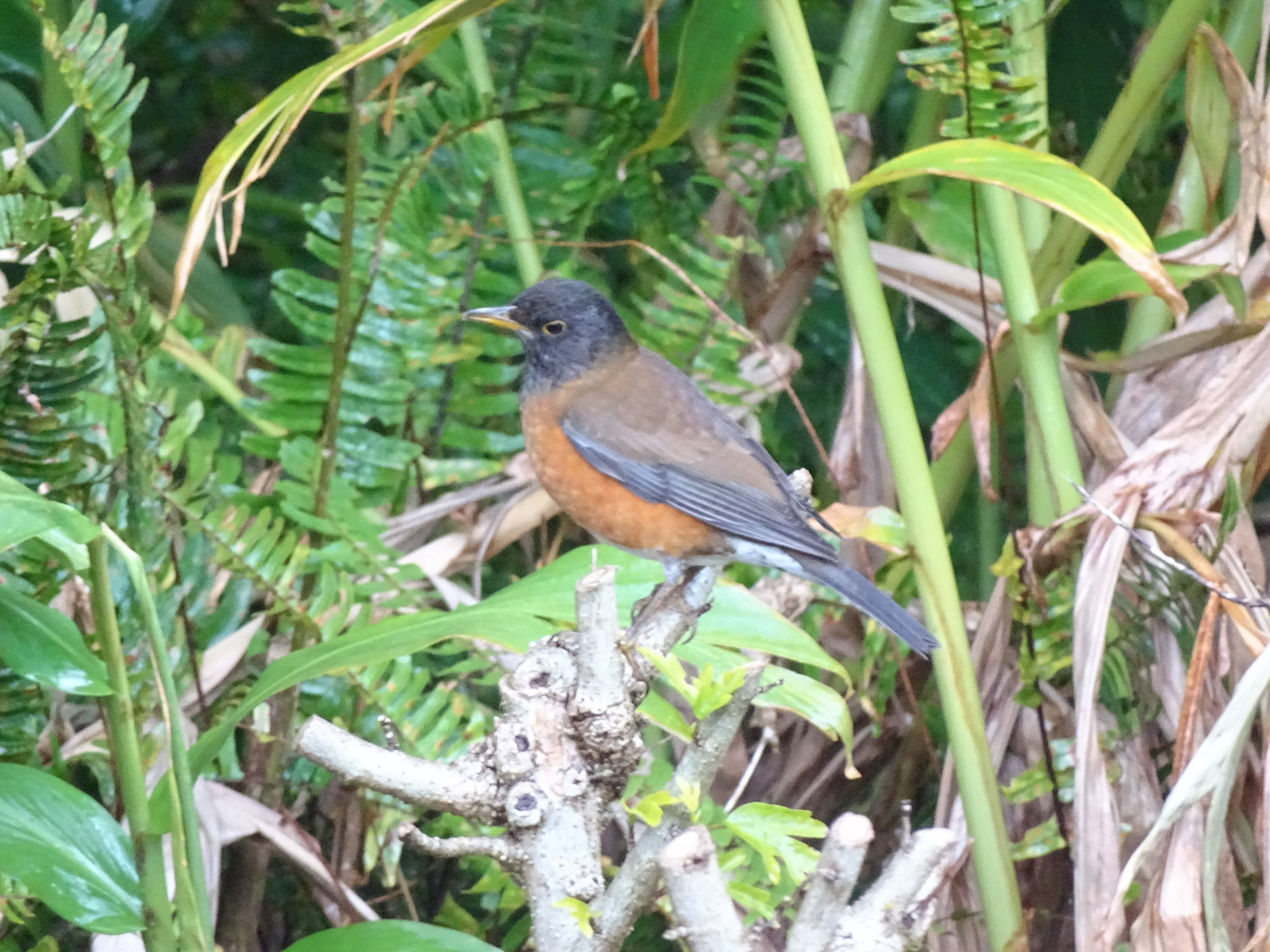

## Utbredning
Izuöarna förekommer enbart på Izuöarna (från Toshima till Aogashima) och ön Yakushima i Ryukyuöarna i Japan. Vintertid rör sig vissa individer söderut till öar söder om Kyushu, Oshima och närliggande södra Honshu.

## Systematik
Tidigare har den behandlats som underart till brunhuvad trast (T. chrysolaus) och DNA-studier visar att de står varandra mycket nära genetiskt. Den behandlas som monotypisk, det vill säga att den inte delas in i några underarter. 

## Levnadssätt
Izutrasten bebor lövskogar med välutvecklat trädtak och begränsat med undervegetation. På Yakushima ses den i blandad skog med en och rhododendron. Den kan också ses födosöka utmed vägkanter, i nyplöjda åkrar och ostörda trädgårdar på jakt efter frukt, frön och sommartid huvudsakligen ryggradslösa djur. Fågeln häckar mellan mars och juni på Miyake-jima, sällsynt in i augusti och mest aktivt i maj.

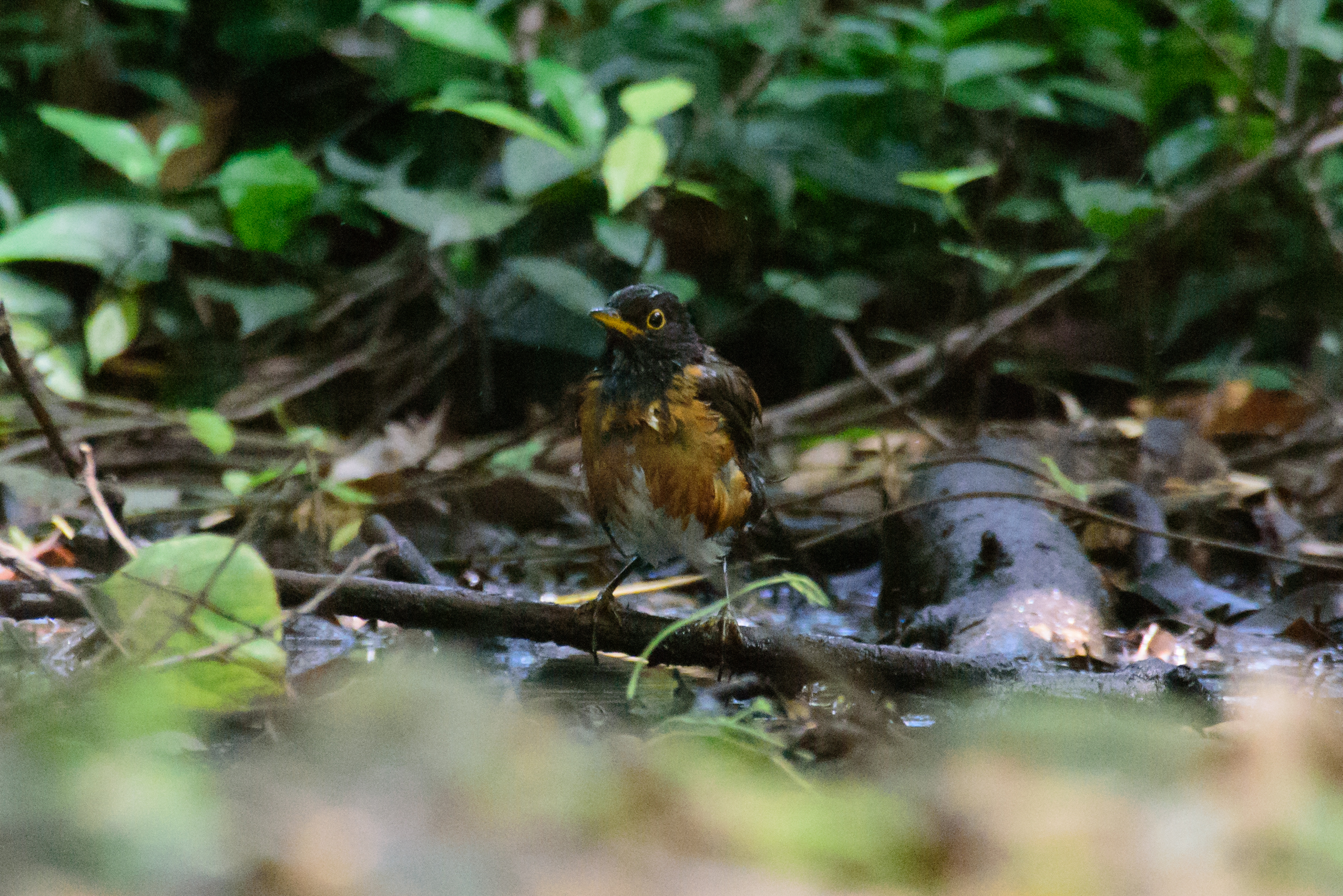

## Status och hot
Izutrasten har ett begränsat utbredningsområde och en liten världspopulation på högst 10.000 vuxna individer. Beståndet minskar dessutom kraftigt på grund av bopredation från invasiva katt och sibirisk eldmård (Mustela sibirica) samt även stornäbbad kråka (Corvus macrorhynchos). Habitatförlust är troligen också en orsak. Internationella naturvårdsunionen IUCN kategoriserar därför arten som sårbar.